# Chorwaci
Chorwaci (chorw. Hrvati) – naród południowosłowiański, liczący około 7 mln ludzi. Zamieszkują głównie Chorwację (4,0 mln) oraz Bośnię i Hercegowinę (0,6 mln). Większe skupiska Chorwatów znajdują się też w Austrii (Burgenlandzcy Chorwaci) i Serbii. Na emigracji żyje około 2,5 mln Chorwatów, poza Europą głównie w USA (0,4 mln) i Chile (0,4 mln), ale również w takich krajach jak Argentyna, Niemcy, Kanada, Australia, Szwecja i Brazylia.
Chorwaci są w większości katolikami.

## Historia
Chorwaci żyli w strefie, o którą rywalizowało Bizancjum i Frankowie. W czasach Karola Wielkiego zwierzchnictwo frankijskie nad częścią obszarów chorwackich zaowocowało przyjęciem przez ten lud chrztu w obrządku łacińskim. Zjednoczenie Chorwatów nastąpiło na początku X wieku, ale ich państwo już w drugiej połowie XI wieku zostało podporządkowane Węgrom.
Zobacz też: Schiavoni, Słowianie, Biała Chorwacja, Chorwaci w Kanadzie